# Skitchin'
Skitchin' est un jeu vidéo de course de roller sorti en 1993 sur Mega Drive. Le jeu a été développé et édité par Electronic Arts.